# Comitato Olimpico Nazionale della Costa d'Avorio
Il Comitato Olimpico Nazionale della Costa d'Avorio (noto anche come Comité National Olympique de Côte d'Ivoire in francese) è un'organizzazione sportiva ivoriana, nata nel 1962 a Abidjan, Costa d'Avorio.
Rappresenta questa nazione presso il Comitato Olimpico Internazionale (CIO) dal 1963 ed ha lo scopo di curare l'organizzazione ed il potenziamento dello sport in Costa d'Avorio e, in particolare, la preparazione degli atleti ivoriani, per consentire loro la partecipazione ai Giochi olimpici. L'organizzazione è, inoltre, membro dell'Associazione dei Comitati Olimpici Nazionali d'Africa.
L'attuale presidente dell'associazione è Lassana Palenfo, mentre la carica di segretario generale è occupata da Lucien Kouakou.